# 金沢市立材木町小学校
金沢市立材木町小学校（かなざわしりつ ざいもくちょうしょうがっこう、英語: Kanazawa Municipal Zaimokucho Elementary School）は、石川県金沢市に材木町にかつてあった公立小学校。浅野川と兼六園の間に位置した。
1873年に私立椿原小学校として開校。昭和におよぶまで約40年に亘って金沢市内唯一の男子小学校として運用され、その間に女子児童は金沢市立味噌蔵町小学校に通学していた。男子校時代の1922年に創立50周年を記念して校歌が作詞・作曲された。共学校となった後、1956年4月24日には火災が発生して旧校舎が全焼。この際に燃えずに残ったクスノキは材木町小学校の象徴となった。
2010年に統合が検討され、2016年4月に金沢市立味噌蔵町小学校と統合。金沢市立兼六小学校が開校された。